# Gęstość sieci drogowej
Gęstość sieci drogowej – miara ilościowa sieci dróg. Stosunek długości dróg do pola powierzchni obszaru dla którego bada się gęstość (powierzchnia państwa, województwa itp.). Jednostką gęstości jest najczęściej liczba kilometrów dróg w przeliczeniu na 100 hektarów.